# Beesenstedt
Beesenstedt è una frazione del comune tedesco di Salzatal, nel circondario di Saalekreis, nella Sassonia-Anhalt.

## Storia
Dal 1º gennaio 2010 Beesenstedt è stato accorpato con i comuni di Bennstedt, Fienstedt, Höhnstedt, Kloschwitz, Lieskau, Salzmünde, Schochwitz e Zappendorf per formare la città di Salzatal, della quale è ora una frazione.